# Real Madrid Club de Fútbol "B" (femenino)
El Real Madrid Club de Fútbol "B" Femenino, también conocido como Real Madrid Sénior Femenino, es el equipo filial del Real Madrid Club de Fútbol Femenino. Fue establecido oficialmente junto al resto de categorías inferiores femeninas del club el 1 de julio de 2020.
Es el primer equipo que conforma las categorías inferiores femeninas del club, todas ellas denominadas como «La Fábrica», considerada como una de las mejores canteras futbolísticas de Europa. El diario francés L'Équipe, por citar algún medio de prestigio, así lo señaló en varias ocasiones, si bien la cantera femenina es de reciente creación. En retrospectiva, en el total del fútbol europeo son más de un centenar de futbolistas masculinos profesionales los formados en «La Fábrica».
El filial milita actualmente en la Segunda Federación, tercera categoría del fútbol español femenino (tras la nueva remodelación de 2022). A diferencia de otras Ligas europeas y mundiales de fútbol, en España la regulación y normativas que afecta a los equipos filiales permiten que estos puedan actuar como clubes profesionales a todos los efectos —pudiendo competir en el mismo sistema de Liga que el resto de equipos—, en vez de jugar una Liga separada de equipos filiales. El sénior no puede ascender a una categoría superior o igual del fútbol español a la del primer equipo, siendo esta la Liga Iberdrola o Primera División.
Dentro de la regulación de las competiciones nacionales de la Real Federación Española de Fútbol (RFEF) —referente a los equipos filiales—, se impide su participación en la Copa de la Reina. Así pues, a fecha de 2021 el campeonato de liga es la única competición que disputa, jugando sus encuentros como local en la Ciudad Real Madrid —complejo deportivo del club situado en Valdebebas y comúnmente denominado como Ciudad Deportiva en referencia a las antiguas instalaciones—, y concretamente en el campo 7, con capacidad para 1100 espectadores.

## Historia

### Antecedentes de las categorías formativas
La sección femenina y sus categorías formativas tienen sus antecedentes en el Club Deportivo TACON, fundado el 12 de septiembre de 2014 por Ana Rossell con el fin de crear un equipo de fútbol femenino desde el ámbito formativo, para que toda niña que desease jugar al fútbol pudiera hacerlo. En 2016 el equipo sénior femenino y el juvenil del Club Deportivo Canillas fueron absorbidos para conformar su sólida estructura deportiva, que le llevó a disputar la Primera División de España en la temporada 2019-20.
Tras anunciar oficialmente el Real Madrid Club de Fútbol la fusión por absorción del club taconero, y por ende sus categorías inferiores, la entidad comunicó que en su primera temporada dispondría de tres equipos formativos, el equipo filial, el juvenil y el cadete.

### Noveles de la categoría preferente. Ascenso a Nacional
El filial comenzó así su pretemporada el 15 de septiembre de 2020, preparándose para su debut en la categoría preferente, y días después el club dio a conocer las futbolistas y cuerpo técnico que conformaron su primera plantilla. Dirigidas por Miguel Ángel Sopuerta, esta estuvo compuesta por Andrea Rodríguez en la portería, Alba Masa, Ale Gómez, Bea Mosquera, Carlota Garcimartín, Laura Ogando, María Portolés —primera capitana del equipo— y Clara Rodríguez en la defensa, Marina Salas, Nerea Pérez, Cristina Sallent, Patri Gómez, Isabel Olmedo e Irene García en el centro del campo, y Sara Martín, Marina Sedano, Patri Díaz, Ariana Arias y Belén Muñoz en la delantera.
Su debut en partido oficial se produjo el 15 de noviembre de 2020, con la disputa de la primera jornada de la Preferente Femenina de Madrid frente al Club Atlético de Pinto. El partido finalizó con un resultado favorable de 2-8, en la que fue también su primera victoria. Las goleadoras del equipo fueron la juvenil Carla Camacho con dos goles, e Irene García, Patri Díaz, Paula Partido —juvenil—, Isabel Olmedo, Alba Masa y Marina Sedano con uno. Tras aplazarse la segunda jornada, firmó su segunda victoria frente al Club Deportivo Escuela Magerit —filial del Club Deportivo Canillas conformado tras la reestructuración de las categorías del equipo de Hortaleza— con un resultado de 0-10 en el que destacaron Ari Arias con cinco goles y Sara Martín con dos. El resto de tantos fueron anotados por la juvenil Paula Partido, Patri Gómez y Cris Sallent. Cabe destacar a Ari, quien con ficha en el filial compaginaba sus actuaciones con el primer equipo, y que destacó notablemente en su etapa juvenil por sus altos registros goleadores. Fue señalada de igual manera la capitana María Portolés, destacada internacional de las categorías inferiores españolas, y la también goleadora juvenil Carla Camacho como algunas de las primeras promesas de la cantera. 
Los buenos resultados situaron al equipo en lo alto de la clasificación, dispuestas para el ascenso a la Primera Nacional de España, tercera categoría del ámbito estatal, y objetivo principal del equipo en la temporada. Con la excepción de la penúltima jornada del campeonato, donde registró un empate, el resto de sus encuentros los saldó con victoria, y finalizó como campeón de la categoría con 127 goles a favor y tan sólo 11 en contra. La mencionada jornada 2 aplazada, fue donde consiguió su mejor resultado con un 18-0 frente a la Escuela de Fútbol Arganda. En el registro anotador destacaron Sara Martín, Marina Sedano, Ariana Arias y Carla Camacho con 22, 21, 18 y 11 goles respectivamente.
Por consiguiente, para la temporada 2021-22 disputaron la Primera Nacional, tercera categoría del país. Su primer encuentro frente al Torrelodones Club de Fútbol finalizó con un resultado desfavorable de 0-1, la que fue la primera derrota de su historia. El tropiezo, si bien fue uno de los puntos clave en el devenir del campeonato, al ser el principal rival madridista, no impidió que las blancas finalizaran como campeonas de liga, dos puntos por encima de las torresanas. A ellas se unieron las cosladiegas del Club Deportivo Samper y el Club Deportivo Getafe como los únicos tres clubes capaces de derrotarlas.
El nuevo título liguero conllevó un nuevo ascenso, afectado por una nueva reestructuración del fútbol femenino, en su estructura y categorías, así como en su reglamentación y normativas —con la ansiada profesionalización de la máxima categoría—. Así, en vez del inicialmente programado ascenso a la segunda categoría nacional, la Segunda División, lo hizo a la Segunda Federación, en un escalón intermedio.

## Indumentaria
Del mismo modo que los equipos matrices, porta los mismos colores y patrocinadores en su indumentaria, si bien el club está estudiando que en un futuro los patrocinadores difieran del equipo masculino. En la temporada de su estreno portó el de Adidas, compañía con la que posee un acuerdo vigente hasta 2028, y que encuentra adornando la camiseta con las tres bandas características de la firma deportiva, además del logotipo de Fly Emirates, su segundo patrocinador principal. El color complementario al blanco de la equipación fue el rosa, en alusión al equipo femenino, situándose los detalles del patrocinador deportivo en los costados. La tipografía de los dorsales es de disposición vintage y redondeada en tono azul oscuro.
La segunda equipación fue de camiseta, pantalón y medias de color rosa con detalles en azul oscuro, sin poseer una tercera equipación reservada únicamente para el equipo masculino al tener más competiciones en disputa. Para la nueva temporada los tonos rosas fueron sustituidos por un azul marino más tradicional en las vestimentas del equipo, adornado con algunos tonos anaranjados. Fueron esos dos colores, el azul como principal, y naranja como secundario, los que conformaron la camiseta visitante.
Además, las camisetas incluyen los distintivos de las competiciones que se disputan. En la competición liguera, lleva en la manga derecha el logo de la Real Federación Española de Fútbol, organizador de la competición liguera.
- Uniforme titular: Camiseta blanca, pantalón blanco, medias blancas.
- Uniforme visitante: Camiseta morada, pantalón morado, medias moradas.

| Primero | (Ver evolución) | Actual |

## Instalaciones
La oficialmente denominada Ciudad Real Madrid es un complejo deportivo donde se encuentran las residencias de jugadores y los campos de entrenamiento de las distintas categorías de fútbol, además de las sedes de la radio y la televisión del club. Se encuentra situada en el Parque de Valdebebas, en el norte de Madrid, muy cercana al aeropuerto de Madrid-Barajas. Fue inaugurada en el año 2005 en sustitución de la antigua ciudad deportiva del paseo de la Castellana, tras una recalificación de los terrenos en propiedad del club en una operación junto con el Ayuntamiento de Madrid.
Tiene una superficie de 1 200 000 m², de los que hasta el momento se han desarrollado unos 300 000. El complejo incluye las instalaciones médicas y de entrenamiento para los primeros equipos, tanto masculino como femenino, y las secciones inferiores de fútbol, así como residencias y doce campos de juego, incluyendo el Estadio Alfredo Di Stéfano donde disputan sus partidos tanto el primer equipo filial, el Real Madrid Castilla Club de Fútbol, como el equipo femenino. El resto de filiales, masculinos y femeninos, disputan sus encuentros en los campos anexos del complejo, así como las sesiones de entrenamiento de cada uno de ellos.

## Datos del club
| Icono lupa | Para un completo desarrollo de los datos del club como entidad véase Real Madrid Club de Fútbol |

- El 1 de julio de 2020 se creó el filial de fútbol femenino del Real Madrid Club de Fútbol (entidad polideportiva con sede en Madrid, fundada en 1902), conocido como Real Madrid Club de Fútbol "B" Femenino.

### Palmarés
| Icono lupa | Para más detalles, consultar Palmarés del Real Madrid Club de Fútbol Femenino |

Nota: en negrita competiciones vigentes en la actualidad.
| Competición nacional            | Títulos    | Subcampeonatos |
| ------------------------------- | ---------- | -------------- |
| Segunda Federación Femenina (1) | 2023-2024. |                |
| Primera Nacional de España (1)  | 2021-2022. |                |

| Competición regional     | Títulos    | Subcampeonatos |
| ------------------------ | ---------- | -------------- |
| Preferente de Madrid (1) | 2020-2021. |                |

### Trayectoria
| Icono lupa | Para más detalles, consultar Trayectoria del Real Madrid Club de Fútbol "B" Femenino y Estadísticas del Real Madrid Club de Fútbol "B" Femenino |

No fue hasta la temporada 2020-21 cuando se registró el filial femenino e inauguró así su trayectoria.
Nota: En negrita competiciones activas.
| Competición                              | P.J. | P.G. | P.E. | P.P. | G.F. | G.C. | Mejor resultado |
| ---------------------------------------- | ---- | ---- | ---- | ---- | ---- | ---- | --------------- |
| Campeonato de Liga de Primera Federación |      |      |      |      |      |      |                 |
| Campeonato de Liga de Segunda Federación | 29   | 18   | 6    | 5    | 61   | 23   | Campeón         |
| Campeonato de Liga de Primera Nacional   | 26   | 19   | 4    | 3    | 84   | 20   | Campeón         |
| Campeonato de Liga de Primera Preferente | 20   | 19   | 1    | 0    | 127  | 11   | Campeón         |
|                                          |      |      |      |      |      |      |                 |
|                                          |      |      |      |      |      |      |                 |
| Total                                    | 75   | 56   | 11   | 8    | 272  | 54   | 2 títulos       |
| Ver estadísticas completas               |      |      |      |      |      |      |                 |

## Organigrama deportivo
Para un completo detalle de la temporada en curso, véase Temporada 2021-22 del Real Madrid Club de Fútbol "B" Femenino

### Jugadoras
| Máximas goleadoras | Máximas goleadoras | Máximas goleadoras | Más partidos disputados | Más partidos disputados | Más partidos disputados | Más temporadas disputadas | Más temporadas disputadas                                                                                              | Más temporadas disputadas |
| ------------------ | ------------------ | ------------------ | ----------------------- | ----------------------- | ----------------------- | ------------------------- | --- | ------------------------- |
| 1.                 | Sara Martín        | 28 goles           | 1.                      | Sara Martín             | 28 partidos             | 1.                        | | 5 años                    |
| 2.                 | Ariana Arias       | 23 goles           | 2.                      | Alba Masa               | 24 partidos             | 2.                        | | 4 años                    |
| 3.                 | Marina Sedano      | 21 goles           | 3.                      | Irene García            | 23 partidos             | 3.                        | | 3 años                    |
| 4.                 | Carla Camacho      | 13 goles           | 4.                      | Dana Benítez            | 22 partidos             | 4.                        | Plantilla al completo con excepción de las citadas como primer año                                                     | 2 años                    |
| 5.                 | Dana Benítez       | 11 goles           | 5.                      | Carla Camacho           | 19 partidos             | 5.                        | Pallín / Souto / Peralta / Dina / Bicho / Susi / Pichi / Paula / Villanueva / Belén / Dana / Partido / Sofía / Camacho | 1 año                     |
| Ver lista completa | Ver lista completa | Ver lista completa | Ver lista completa      | Ver lista completa      | Ver lista completa      | Ver lista completa        | Ver lista completa | Ver lista completa        |

### Plantilla
La procedencia de las jugadoras indica el anterior club que poseía los derechos de la jugadora, pese a que esta proceda de otro club cedido, en caso de ya pertenecer al Real Madrid.

### Cuerpo técnico
El actual entrenador es David Fernández, tras sustituir a Miguel Ángel Sopuerta.

### Directiva
- Presidente:  Florentino Pérez.
  - Dirección:  Ana Rossell.
  - Dirección adjunta:  Begoña Sanz.